# 福島県立安達高等学校
福島県立安達高等学校（ふくしまけんりつあだちこうとうがっこう）は、福島県二本松市に所在する公立の高等学校である。通称は「達高（たっこう）」。

## 特色
全日制課程普通科（2015年度より定員200名・5クラス・3学期制）。二本松市在住者が全体の7割いる地域密着型の学校である。女子生徒の割合が高い特徴がある。

## 沿革
- 1923年 - 福島県立安達中学校開校。

## 部活動
カヌー部は、二本松市東和地区出身者が多く、全国大会出場の経験がある。
部活動一覧：山岳・ソフトテニス・野球・バスケットボール・サッカー・陸上・卓球・剣道・バドミントン・カヌー・演劇・家政・音楽・茶道・書道・吹奏楽・美術・自然科学（同好会）アニメーション・水泳

## 著名な出身者
- 新野洋 - 二本松市長
- 安斎隆 - セブン銀行初代社長、日本長期信用銀行頭取、日本銀行理事
- 三瓶 - タレント、お笑い芸人
- 高橋信次 - 医学者。像が飾られている
- 伊藤久男 - 歌手、岩瀬農学校（現・福島県立岩瀬農業高等学校）に転校
- 寺内小春 - 脚本家
- 片平里菜 - シンガーソングライター。
- 三保恵一 - 二本松市長、福島県議会議長。大平分校（現・福島県立安達東高等学校）卒
- 福井トシ子 - 日本看護協会会長

## 交通
- JR東北本線二本松駅下車より徒歩20分。
- 福島交通安達高校前バス停下車すぐ。